# Grind, Hunedoara
Grind este un sat în comuna Lăpugiu de Jos din județul Hunedoara, Transilvania, România.